# Stuff (film, 2015)
Pour les articles homonymes, voir Stuff.
Pour plus de détails, voir Fiche technique et Distribution.
Stuff est un film américain réalisé par Suzanne Guacci, sorti en 2015. 

## Synopsis
Avec deux beaux enfants et une belle maison de banlieue, un couple marié Trish (Karen Sillas) et Deb (Yvonne Jung) ont construit ensemble une vie qui semble parfaite. Mais leur relation est menacée lorsque la douleur de Trish causée par la mort de son père coïncide avec l'attraction de Deb pour Jamie (Traci Dinwiddie), la maman d'une camarade de classe d'une de leur fille.

## Distribution
- Yvonne Jung : Deb Murdoch
- Karen Sillas : Trish Murdoch
- Traci Dinwiddie : Jamie
- Phyllis Somerville : Ginger
- Kevin Brown (en) : Mike Bennet
- Maya Guacci : Suzie Murdoch
- Brianna Scudiero : Sam Mudroch
- Vincent P. Colon : Joey
- Joseph A. Halsey : Brian
- Gregory M. Brown : le grand-père
- Helen Proimos : la grand-mère
- Kristen Digilio : madame E
- Regina Hardy : une professeure
- Don Cato : monsieur Ward
- Vinny Colon

## Lieux de tournage
Long Island, New York, États-Unis.